# 达里娅·卡恰诺娃
达里娅·德米特里耶芙娜·卡恰诺娃（俄语：Дарья Дмитриевна Качанова，1997年9月17日—），俄罗斯女子速度滑冰运动员，2019年世界单程距离速度滑冰锦标赛女子团体竞速赛铜牌得主、2020年世界单程距离速度滑冰锦标赛女子团体竞速赛银牌得主。